# Deutscher Fernsehpreis/Beste Musik
Dieser Artikel listet die Nominierungen und die Gewinner des Deutschen Fernsehpreises in der Kategorie Beste Musik seit seiner Einführung 1999 auf. Die Gewinner werden in einer geheimen Abstimmung durch eine unabhängige Jury ermittelt.

## Geschichte und Rekorde
Die Kategorie Beste Musik wurde von 1999 bis 2009 verliehen. Im Jahre 2010 gaben die Preisstifter (ARD, ZDF, RTL und Sat.1) bekannt, eine Reform der Preisvergabe durchführen zu wollen. Sie sah unter anderem vor, dass die Kategorie für Komponisten nicht mehr vergeben werden. So sollte sich unter anderem die Prämierung des Deutschen Fernsehpreises stärker auf Fernsehformate/-produktionen verlagern. Von 2010 bis 2014 wurde die Kategorie nicht verliehen. Nach einer weiteren Reform im Jahre 2015/2016 wird unter anderem die Kategorie Beste Musik ab 2016 wieder verliehen.
Jedes Jahr werden von drei Nominierungen ein Preisträger bestimmt. Der erste Preisträger war Nikolaus Glowna für den Kriminalfilm Auf der Jagd aus der Krimireihe Bella Block, der beim Deutschen Fernsehpreis 1999 ausgezeichnet wurde. Der bisher letzten Preisträger sind Christoph Schauer und Max Filges für Höllgrund, die beim Deutschen Fernsehpreis 2023 geehrt wurden.
Die folgende Liste ist eine Aufzählung von Rekorden der häufigsten Nominierten und Gewinnern in der Kategorie Beste Musik. Die Gewinner und Nominierten in den anderen Kategorien werden nicht mitgezählt.
| Statistik                          | Komponist     | Anzahl | Jahr                     |
| ---------------------------------- | ------------- | ------ | ------------------------ |
| Häufigste Auszeichnung             | Ulrich Reuter | 2      | 2000, 2003               |
| Häufigste Auszeichnung             | Annette Focks | 2      | 2005, 2019               |
| Häufigste Nominierungen (* = Sieg) | Ulrich Reuter | 4      | 1999, 2000*, 2003*, 2009 |
| Häufigste Nominierung ohne Sieg    | Manu Kurz     | 3      | 2003, 2007, 2017         |

## Gewinner und Nominierte
Nach der Angabe des/der nominierten Komponisten folgt in kursiver Schrift der Film/die Filme und/oder die Serie/Serien, für die er/sie nominiert wurde/wurden und in Klammern der dazugehörige bzw. die dazugehörigen Fernsehsender, der/die an dem Film bzw. der Serie mitwirkt/mitwirken bzw. mitwirkte/mitwirkten. Die Gewinner stehen hervorgehoben in fetter Schrift an erster Stelle.

### 1990er
1999
- Nikolaus Glowna für Bella Block: Auf der Jagd (ZDF)
  - Ulrich Reuter für Die Bubi-Scholz-Story (ARD/WDR)
  - Dieter Schleip für Bittere Unschuld (arte), Deine besten Jahre (ZDF/arte), Tatort: Schwarzer Advent (ARD)

### 2000er
2000
- Dieter Schleip für Doppeltes Dreieck (ZDF) und Rendezvous mit dem Teufel (ProSieben)
  - Matthias Frey für Warten ist der Tod (ZDF/arte)
  - Paul Vincent Gunia für Doppelter Einsatz (RTL)

2001
- Paul Vincent Gunia, Tito Larriva, Sema Mutlu und Derya Mutlu für Der Schrei des Schmetterlings (ZDF/arte)
  - Renaud Garcia-Fons für Sperling und das letzte Tabu (arte/ZDF)
  - Jörg Lemberg für Tatort: Kindstod (ARD/WDR)

2002
- Andreas Schäfer für Verbotene Küsse (ZDF)
  - Andreas Schilling für Kolle – Ein Leben für Liebe und Sex (ARD/WDR)
  - Frank Wulff, Stefan Wulff und Hinrich Dageför für Rette Deine Haut! (ZDF)

2003
- Dieter Schleip für Der Anwalt und sein Gast (ARD/SWR), Himmelreich auf Erden (ZDF) und Männer häppchenweise (ProSieben)
  - Manu Kurz für Geht nicht gibt's nicht (ZDF)
  - Irmin Schmidt für die Filmreihe Bloch (ARD/WDR/SWR)

2004
- Oliver Biehler für Mein erster Freund, Mutter und ich (ProSieben) und Das siebte Foto (ProSieben)
  - Marcel Barsotti für Die Ärztin (ZDF) und Die Rückkehr des Vaters (ZDF)
  - Enjott Schneider für Stauffenberg  (ARD/SWR/WDR/rbb/ORF/RAI/RAI Bozen)

2005
- Annette Focks für Bella Block: … denn sie wissen nicht, was sie tun (ZDF), Das Gespenst von Canterville (Sat.1), Die Kirschenkönigin (ZDF/arte), Marias letzte Reise (ARD/BR) und Wellen (ZDF/arte)
  - Jo Barnikel und Stephan Wildfeuer für Abschnitt 40 (RTL)
  - Ralf Wienrich für Bella Block: Die Freiheit der Wölfe (ZDF)

2006
- Fabian Römer für Tatort: Schneetreiben (ARD/BR)
  - Hans-Jürgen Buchner für Margarete Steiff (ARD/SWR/ORF/BR/RAI Bozen/arte)
  - Dominic Roth für Störtebeker (ARD/WDR/BR/SWR/NDR/MDR/TV3/ORF)

2007
- Enjott Schneider für Die Flucht (ARD/BR/WDR/SWR/hr/arte) und Nicht alle waren Mörder (ARD/SWR/BR)
  - Manu Kurz für Vom Ende der Eiszeit (ARD/NDR/arte)
  - Ralf Wienrich für Bella Block: Blackout (ZDF) und Das Geheimnis im Moor (ZDF)

2008
- Karim Sebastian Elias für Bella Block: Weiße Nächte (ZDF) und Die Schatzinsel (ProSieben/ORF)
  - Klaus Badelt für Die Jagd nach dem Schatz der Nibelungen (RTL)
  - Christoph M. Kaiser und Julian Maas für KDD – Kriminaldauerdienst (ZDF)

2009
- Ulrich Reuter für Die Freundin der Tochter (ARD/NDR/arte) und Die Drachen besiegen (ARD/BR/NDR)
  - Dieter Schleip für Ein Dorf schweigt (ZDF) und Wir sind das Volk – Liebe kennt keine Grenzen (Sat.1/ORF)
  - Martin Todsharow für Mogadischu (ARD/SWR/BR)

### 2010er
2010 bis 2014
- keine Verleihung in dieser Kategorie

2015
- keine Verleihung des Deutschen Fernsehpreises

2016
- Stefan Will und Marco Dreckkötter für Mordkommission Berlin 1 (Sat.1)
  - Jens Oettrich für Club der roten Bänder (VOX)
  - Fabian Römer für Tannbach – Schicksal eines Dorfes (ZDF)

2017
- Heiko Maile  für Winnetou – Der Mythos lebt (RTL)
  - Manu Kurz und Alexander Maschke für Morgen hör ich auf (ZDF)
  - Sven Rossenbach und Florian van Volxem für Das weiße Kaninchen (ARD/SWR)

2018
- Johnny Klimek und Tom Tykwer für Babylon Berlin (Sky/ARD)
  - The Notwist für Das Verschwinden (ARD/BR/NDR/SWR)
  - Stefan Will und Marco Dreckkötter für 4 Blocks (TNT Serie)

2019
- Annette Focks für Die Freibadclique (ARD/SWR/MDR/NDR/SR)
  - Stefan Will für Fremder Feind (ARD/WDR)
  - Matthias Weber für Das Boot (Sky)

### 2020er
2020
- Tina Pepper und Sophie Hunger für Rampensau (VOX)
  - Martina Eisenreich für Endlich Witwer (ZDF/Arte) und Spreewaldkrimi: Zeit der Wölfe (ZDF)
  - Annette Focks für Lotte am Bauhaus (ARD/MDR/SWR)

2021
- Michael Klaukien für Oktoberfest 1900 (ARD/BR/WDR/MDR)
  - Karim Sebastian Elias für Ku’damm 63 (ZDF)
  - Max Filges und Christoph Schauer für Sløborn (ZDF)

2022
- Inga Humpe, Tommi Eckart und Matthias Petsche für Eldorado KaDeWe – Jetzt ist unsere Zeit (ARD/RBB)
  - Raffael Seyfried für Ein Leben lang (ARD/WDR)
  - Helmut Zerlett und Robert Matt für Faking Hitler (RTL+)

2023
- Christoph Schauer und Max Filges für Höllgrund (ARD/SWR)
  - Dascha Dauenhauer für Der Schwarm (ZDF)
  - Jessica de Rooij für Sisi 2 (RTL)

2024